# آلمانی سفلای غربی

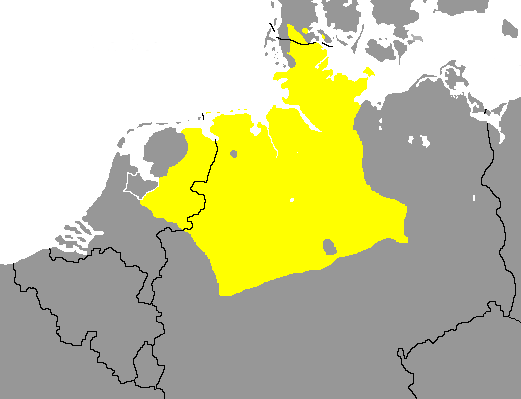
گستره آلمانی سفلای غربی

آلمانی سفلای غربی یا ساکسونی غربی نام گروهی از گویش‌های مختلف زبان آلمانی سفلاست؛ که گویشوران آن در شمال غربی آلمان و نواحی همجوار آن در کشورهای هلند و دانمارک زندگی می‌کنند. زبان‌های آلمانی سفلای غربی به همراه زبان‌های آلمانی سفلای شرقی، گروه زبان‌های آلمانی سفلا را تشکیل می‌دهند.
گویشگاه این زبان ایالت‌های نیدرزاکسن، نوردراین-وستفالن (منطقه وستفالن)، برمن، هامبورگ، اشلسویگ-هولشتاین و زاکسن-آنهالت (مناطق اطراف ماگدبورگ) در آلمان و مناطقی از هلند (استان‌های خرونینگن، درنته، افریسل و شمال خلدرلاند) و مناطق جنوبی دانمارک را دربرمی گیرد.